# Lonchocarpus imatacensis
Lonchocarpus imatacensis là một loài thực vật có hoa trong họ Đậu. Loài này được Poppendieck miêu tả khoa học đầu tiên năm 1992.